# Oak Grove (Kentucky)
Pour les articles homonymes, voir Oak Grove.
Oak Grove est une ville américaine située dans le comté de Christian, dans le Kentucky. Selon le recensement de 2020, sa population est de 7 931 habitants.